# Basileunculus aliceae
Basileunculus aliceae är en tvåvingeart som beskrevs av José Albertino Rafael 1987. Basileunculus aliceae ingår i släktet Basileunculus och familjen ögonflugor. Inga underarter finns listade i Catalogue of Life.